# Correspondencia postal
'Mensajeria:

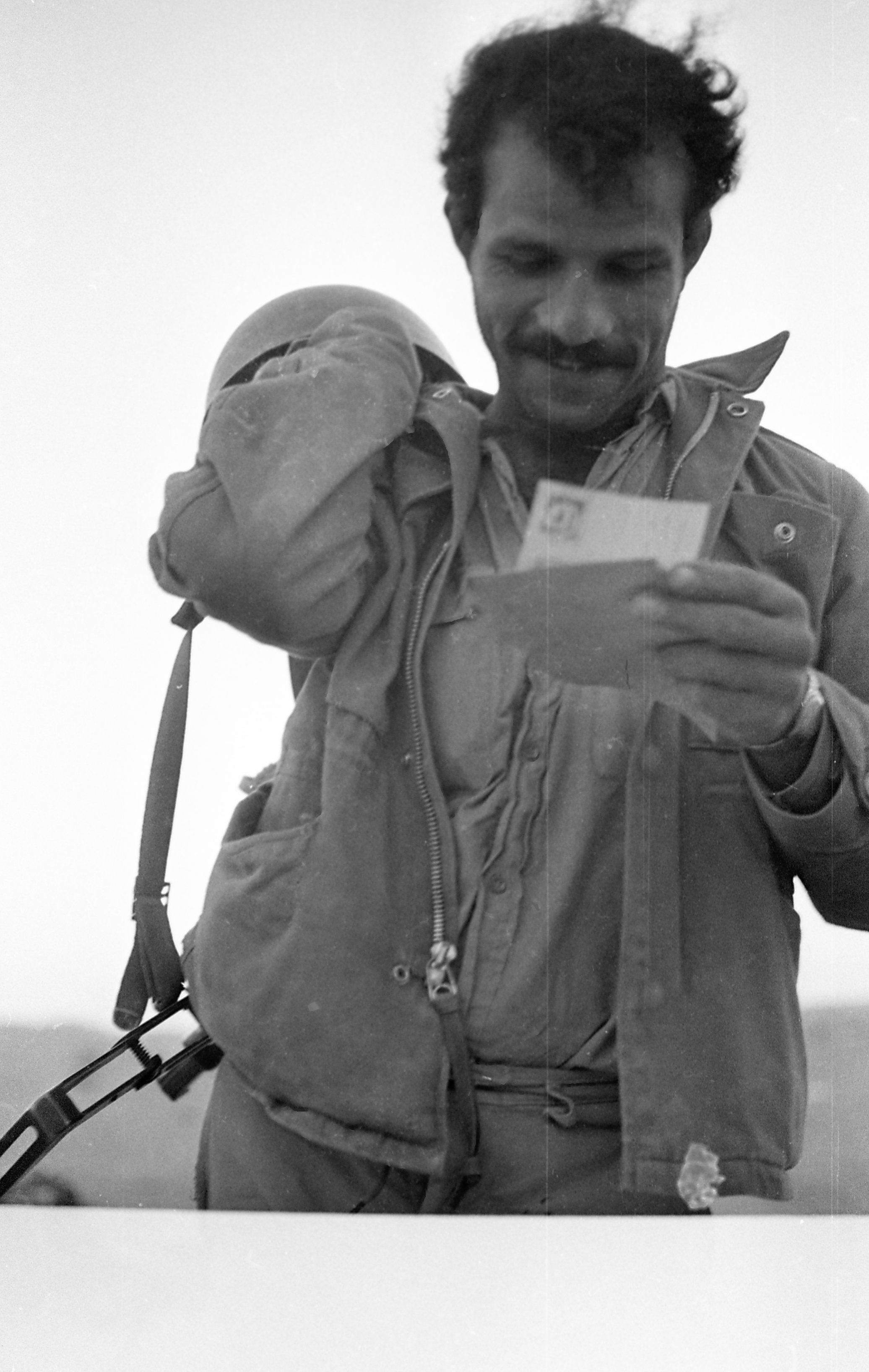
Soldado israelí recibe correspondencia 1969

Es el trato recíproco entre dos personas mediante el intercambio de cartas, esqueletas, tarjetas, telegramas, catálogos, folletos, etc. En las empresas se considera que la correspondencia es el alma del comercio y la industria. Es un medio de comunicación usado por el hombre desde hace muchos años para comunicarse entre dos personas o individuos que están a larga distancia o cerca con un motivo muy variado

La Importancia:
Es un importante instrumento de comunicación escrita, es la parte intermedia entre las relaciones cliente proveedor y el lazo que une la mayor parte de transacciones comerciales
De ella depende el desarrollo de las operaciones comerciales; el éxito de un negocio, una venta, por su eficiencia y rapidez han a que las empresas aumenten el volumen de sus ventas.
'Las Clasificación
'
Por su destino
Públicas: contienen información general
Privadas: de interés particular y comercial
Por su contenido:
Primera clase: es toda correspondencia de carácter actual y personal urgente entregarse en poco tiempo
Segunda clase: Es toda correspondencia relacionada con bultos, muestras, etc. hay que entregarse a la brevedad posible
Por su forma:
Abarca todos los tipos de correspondencia su diferencia está en redacción y presentación. sie caja debe de ir flejada con reja de madera los sobres en bolsas  las cosas delicadas envueltas en plástico de burbujas 
División de la correspondencia: La correspondencia se divide en cuatro clases sobres cajas bultos y alimentos
Correspondencia comercial: Se refiere a la cruzada entre comerciantes, industrias,rodrigo 22 banqueros, etc. Y su finalidad es promover y agilizar las diversas transacciones comerciales.
Correspondencia Familiar y amistosa: La finalidad de esta correspondencia es muy variada cualquier asunto particular entre ella.
Correspondencia Oficial: Se refiere a la correspondencia cruzada entre los distintos organismos y oficinas de los gobiernos nacionales, municipales, estatales, etc.
Correspondencia comercial
Este tipo de correspondencia se realiza entre empresas o entidades con las cuales tienen alguna relación mercantil y entre los clientes de estas.  Dentro de sus ventajas tenemos que a través de ellas es posible entablar contactos comerciales, ofrecer servicios y productos, poner en conocimientos de las demás alternativas económicas, hacer un enlace entre el consumidor y el vendedor, es menos costosa que una visita personal, además la carta llega y la llamada telefónica puede no ser aceptada. 
Importancia
Es el medio de comunicación utilizado por el hombre desde hace muchos años para comunicarse con personas o individuos que están a larga distancia o cerca con un motivo muy variado. A lo largo del tiempo se han ido perfeccionando sus normas y sus estilos hasta llegar a nuestros días que existe el correo electrónico que es la forma más rápida de enviar y asegurarse que la información llegue al destinatario. 

Clasificación
Profesional: la sangría es utilizada en el saludo y al inicio de todos los párrafos. 
Moderno: No es utilizada ninguna sangría y la carta empieza inmediatamente en el costado izquierdo.
Evolucionado: es posible omitir tanto el saludo como la despedida más allá de qué tipo de estilo sea elegido para el resto de la carta.
Moderno cambiado: es muy similar al estilo moderno solo que la parte final de la carta, es decir la despedida y la firma son escritas 
sobre el costado derecho. 
Carta
Una carta es un medio de comunicación escrito por un emisor (remitente) y enviado a un receptor (destinatario).
La carta puede ser un texto diferente para cada ocasión, ya que el mensaje es siempre distinto. En ese sentido, solo en parte puede considerarse texto plenamente expositivo.
Importancia
La carta es de gran importancia, ya que lo que en ella se transmite permanece en el tiempo La carta permite el fomento de las relaciones, los lazos de amistad, las negociaciones etc
Las cartas siguen siendo importantes sobre todo en el ámbito legal, donde son un Documento Escrito que puede tener un valor civil como económico, como en el caso de los Telegramas o Notificaciones que deben realizarse por escrito y acusarse recibo de las mismas.
Estilos

Estilo bloque extremo: es el estilo más fácil y cómodo por cuanto todas las líneas se escriben comenzando en el margen izquierdo del papel ; entre cada párrafo se dejan dos espacios verticales 
Estilo bloque: este estilo es muy parecido al bloque extremo. La diferencia consiste en que la línea de la fecha, la de la despedida, la de la antefirma y la de las firmas se escriben comenzando desde el centro horizontal del papel 
Estilo semis bloque: es el estilo más elegante y uno de los más usados en el comercio. Este estilo mantiene las mismas características del estilo bloque y se distingue porque cada párrafo comienza dejando una sangría de cinco a diez espacios 
Estilo sangrado: es un estilo que se diferencia del semis bloque en los siguientes aspectos: cada una de las líneas de la dirección. excepto la primera, lleva una sangría de cinco espacios en relación con la anterior de la misma manera se hace con la despedida. la antefirma . las iniciales identificadoras y la firma 
Partes
Lugar y Fecha: Nombre de la ciudad donde se escribe la carta y la fecha en que fue escrita (día, mes y año)
Saludo: El saludo dice a quién va dirigida. Es una llamada para solicitar la atención del destinatario (la persona a quien se escribe).
Cuerpo: El cuerpo es el contenido principal de una carta y es el desarrollo de lo que se desea comunicar al destinatario.
Despedida: Una despedida es una frase para terminar el mensaje y despedirse del receptor de la carta.
Firma: Al terminar la carta, el que la escribió anota su nombre. Normalmente en una carta personal (o 
familiar) no se escribe apellido
Postdata: Cuando se ha olvidado decir algo en el cuerpo de la carta se puede agregar una postdata debajo de la firma. 
Carta oficial
Son las que tienen por finalidad tratar asuntos relacionados con el Estado
Son todas aquellas que están relacionadas con trámites ante instituciones gubernamentales y dependencias
públicas.
Importancia
El propósito de la carta oficial dependerá de los intereses que nos muevan para redactarla. Por lo general, las personas recurren al modelo de carta oficial para solicitar cualquier tipo de propósito específico, como solicitar un crédito, solicitar una beca universitaria, quejarse a un ayuntamiento sobre el ruido, agradecer a una institución el donativo...etc. 
Clasificaron
Es el conjunto de comunicaciones y documentos que se utilizan en los servicios del estado y sus organismos auxiliares. Para competer a la administración del estado, deben ser mesurados en su contenido y claros en las materias que traten.
En esta correspondencia existen fórmulas legales que se refieren al tratamiento especial que se le debe otorgar al funcionario a quien se dirige la comunicación.
La correspondencia Oficial tiene su disposición reglamentada por la autoridad del país.
Carta comercial
La carta comercial sirve como medio de comunicación entre dos empresas comerciales o bien una empresa con un particular,
o viceversa. Su contenido suele ser formal, oficial y/o confidencial.
La actividad comercial es muy variada, por ello existen varios tipos de cartas comerciales. Los más importantes son: de compraventa, de reclamación, de ofertas, de solicitud de información y de publicidad.
Características
existen dos clases de características según Demóstenes Rojas: Vitales Secundarias
VITALES Claridad Integridad Brevedad Cortesía Veracidad
SECUNDARIAS Corrección Cohesión Creación de interés Lenguaje positivo Modernismo Creatividad Discreción
- Datos: Q25402663